# Aéroport international de Cairns
Pour les articles homonymes, voir CNS.
L'aéroport international de Cairns (code IATA : CNS • code OACI : YBCS) est un aéroport desservant Cairns, ville ("city") côtière du Queensland en Australie.

C'est un second hub de la compagnie aérienne Qantas.

## Situation
| Alice Springs Sydney Melbourne Brisbane Perth Adélaïde Darwin Gold Coast Cairns Hobart Canberra Townsville Launceston Newcastle Mackay Sunshine Coast Port Hedland Ayers Rock-Uluru |

## Statistiques
Pour des raisons techniques, il est temporairement impossible d'afficher le graphique qui aurait dû être présenté ici.

Voir la requête brute et les sources sur Wikidata.

## Compagnies et destinations
| Compagnies            | Destinations |
| --------------------- | --- |
| Air New Zealand       | En saison : Auckland |
| Air Niugini           | Moro (en), Port Moresby-Jacksons |
| Airnorth              | Darwin, Nhulunbuy (Gove) (en) |
| Asia Pacific Airlines | Charter : Tabubil (en) |
| Hainan Airlines       | Shenzhen-Bao'an |
| Hinterland Aviation   | Cooktown (en), Kowanyama (en), Edward River (en) |
| Jetstar Airways       | Adélaïde, Brisbane, Darwin, Denpasar-Bali, Gold Coast-Coolangatta, Melbourne-Tullamarine, Osaka-Kansai, Perth, Sydney-K. Smith, Tokyo-Narita                 |
| PNG Air               | Lihir/Niolam (en), Port Moresby-Jacksons |
| Qantas                | Brisbane, Melbourne-Tullamarine, Sydney-K. Smith |
| QantasLink            | Ayers Rock, Brisbane, Hamilton Island-Grande barrière (en), Îles Horn (Futuna) (en), Mackay (en), Port Moresby-Jacksons, Rockhampton (en), Townsville, Weipa |
| Regional Express      | Bamaga (en), Burketown, Doomadgee Mission, Karumba, Normanton, Mornington Island, Mount Isa (en), Townsville                                                 |
| Silk Air              | Singapour-Changi |
| Skytrans              | Aurukun (en), Bamaga (en), Coen, Îles Horn (Futuna) (en), Kowanyama (en), Lockhart River (en), Edward River (en), Weipa                                      |
| Virgin Australia      | Brisbane, Melbourne-Tullamarine, Sydney-K. Smith |

Édité le 16/11/2019

## Galerie

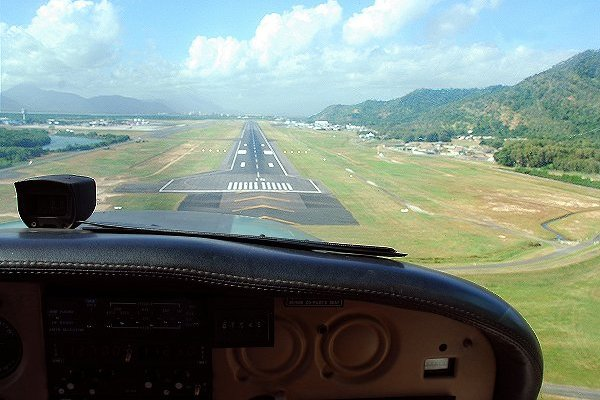
Approche piste 15.
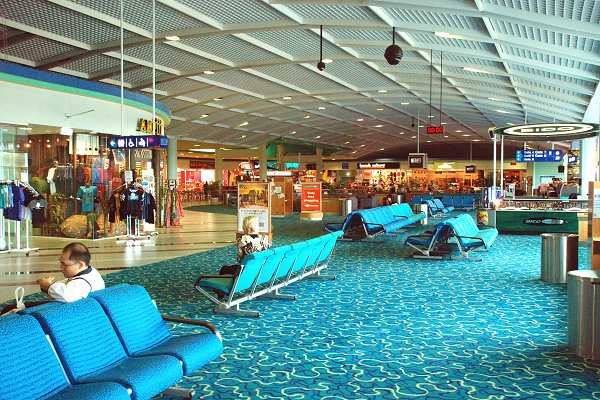
Salle d'embarquement.

### références
1. ↑  « Air New Zealand Converts Auckland - Cairns to En saison  Service in 2014 » [archive du 24 avril 2014], Airline Route, 24 avril 2014 (consulté le 24 avril 2014)
2. ↑  « Hainan Airlines adds Shenzhen - Cairns from Dec 2017 » [archive du 1er septembre 2017], routesonline (consulté le 1er septembre 2017)
3. ↑  « Cheap Flight Specials and Airfare Deals in Australia and Abroad - Jetstar Airlines Australia » [archive du 23 mai 2015], Jetstar (consulté le 7 juin 2015)
4. ↑  « New Jetstar flights between Cairns and Osaka- Local Cairns News » [local-news.html archive du 22 juillet 2011], cairns.com.au, 1er décembre 2009 (consulté le 30 mai 2011)
5. ↑  (en) « QantasLink to Resume Daily Flights Cairns-Port Moresby-31 March 2019 », sur tradelinked-cairns-png.com via Internet Archive, 14 décembre 2018 (consulté le 21 décembre 2023).
6. ↑  « Rex announces new Cape York route » [archive du 7 juillet 2015] (consulté le 7 juin 2015)